# Lista planetelor minore: 70001–71000
| Nume                                            | Denumire provizorie                             | Data descoperirii                               | Locul descoperirii                              | Descoperitor(i)                                 |                                                 |                                                 |                                                 |                                                 |                                                 |                                                 |                                                 |                                                 |                                                 |                                                 |                                                 |                                                 |                                                 |                                                 |                                                 |                                                 |                                                 |                                                 |                                                 |                                                 |                                                 |                                                 |                                                 |                                                 |                                                 |                                                 |                                                 |                                                 |                                                 |                                                 |                                                 |                                                 |                                                 |                                                 |                                                 |                                                 |                                                 |                                                 |                                                 |                                                 |                                                 |                                                 |                                                 |                                                 |                                                 |
| 70001–70100 Lista planetelor minore/70001–70100 | 70001–70100 Lista planetelor minore/70001–70100 | 70001–70100 Lista planetelor minore/70001–70100 | 70001–70100 Lista planetelor minore/70001–70100 | 70001–70100 Lista planetelor minore/70001–70100 | 70101–70200 Lista planetelor minore/70101–70200 | 70101–70200 Lista planetelor minore/70101–70200 | 70101–70200 Lista planetelor minore/70101–70200 | 70101–70200 Lista planetelor minore/70101–70200 | 70101–70200 Lista planetelor minore/70101–70200 | 70201–70300 Lista planetelor minore/70201–70300 | 70201–70300 Lista planetelor minore/70201–70300 | 70201–70300 Lista planetelor minore/70201–70300 | 70201–70300 Lista planetelor minore/70201–70300 | 70201–70300 Lista planetelor minore/70201–70300 | 70301–70400 Lista planetelor minore/70301–70400 | 70301–70400 Lista planetelor minore/70301–70400 | 70301–70400 Lista planetelor minore/70301–70400 | 70301–70400 Lista planetelor minore/70301–70400 | 70301–70400 Lista planetelor minore/70301–70400 | 70401–70500 Lista planetelor minore/70401–70500 | 70401–70500 Lista planetelor minore/70401–70500 | 70401–70500 Lista planetelor minore/70401–70500 | 70401–70500 Lista planetelor minore/70401–70500 | 70401–70500 Lista planetelor minore/70401–70500 | 70501–70600 Lista planetelor minore/70501–70600 | 70501–70600 Lista planetelor minore/70501–70600 | 70501–70600 Lista planetelor minore/70501–70600 | 70501–70600 Lista planetelor minore/70501–70600 | 70501–70600 Lista planetelor minore/70501–70600 | 70601–70700 Lista planetelor minore/70601–70700 | 70601–70700 Lista planetelor minore/70601–70700 | 70601–70700 Lista planetelor minore/70601–70700 | 70601–70700 Lista planetelor minore/70601–70700 | 70601–70700 Lista planetelor minore/70601–70700 | 70701–70800 Lista planetelor minore/70701–70800 | 70701–70800 Lista planetelor minore/70701–70800 | 70701–70800 Lista planetelor minore/70701–70800 | 70701–70800 Lista planetelor minore/70701–70800 | 70701–70800 Lista planetelor minore/70701–70800 | 70801–70900 Lista planetelor minore/70801–70900 | 70801–70900 Lista planetelor minore/70801–70900 | 70801–70900 Lista planetelor minore/70801–70900 | 70801–70900 Lista planetelor minore/70801–70900 | 70801–70900 Lista planetelor minore/70801–70900 | 70901–71000 Lista planetelor minore/70901–71000 | 70901–71000 Lista planetelor minore/70901–71000 | 70901–71000 Lista planetelor minore/70901–71000 | 70901–71000 Lista planetelor minore/70901–71000 | 70901–71000 Lista planetelor minore/70901–71000 |
| ----------------------------------------------- | ----------------------------------------------- | ----------------------------------------------- | ----------------------------------------------- | ----------------------------------------------- | ----------------------------------------------- | ----------------------------------------------- | ----------------------------------------------- | ----------------------------------------------- | ----------------------------------------------- | ----------------------------------------------- | ----------------------------------------------- | ----------------------------------------------- | ----------------------------------------------- | ----------------------------------------------- | ----------------------------------------------- | ----------------------------------------------- | ----------------------------------------------- | ----------------------------------------------- | ----------------------------------------------- | ----------------------------------------------- | ----------------------------------------------- | ----------------------------------------------- | ----------------------------------------------- | ----------------------------------------------- | ----------------------------------------------- | ----------------------------------------------- | ----------------------------------------------- | ----------------------------------------------- | ----------------------------------------------- | ----------------------------------------------- | ----------------------------------------------- | ----------------------------------------------- | ----------------------------------------------- | ----------------------------------------------- | ----------------------------------------------- | ----------------------------------------------- | ----------------------------------------------- | ----------------------------------------------- | ----------------------------------------------- | ----------------------------------------------- | ----------------------------------------------- | ----------------------------------------------- | ----------------------------------------------- | ----------------------------------------------- | ----------------------------------------------- | ----------------------------------------------- | ----------------------------------------------- | ----------------------------------------------- | ----------------------------------------------- |

| Predecesor: 69001–70000 | Lista planetelor minore 70001–71000 Semnificații ale numelor: 70001–71000 | Succesor: 71001–72000 |